# Mortuary House von Banagher
Das Mortuary House von Banagher (deutsch Leichenhaus; Grabschrein) steht neben der Kirchenruine, an der Ecke Carnanbane Road – Magheramore Road in Banagher (irisch Beannchar) südlich von Dungiven im County Londonderry in Nordirland.

## Kirchenruine des 12. Jahrhunderts
Die Kirche soll von dem lokalen Heiligen, Muiredagh O’Heney, gegründet worden sein. Ihr ältester Teil, das Kirchenschiff, stammt aus dem frühen 12. Jahrhundert.

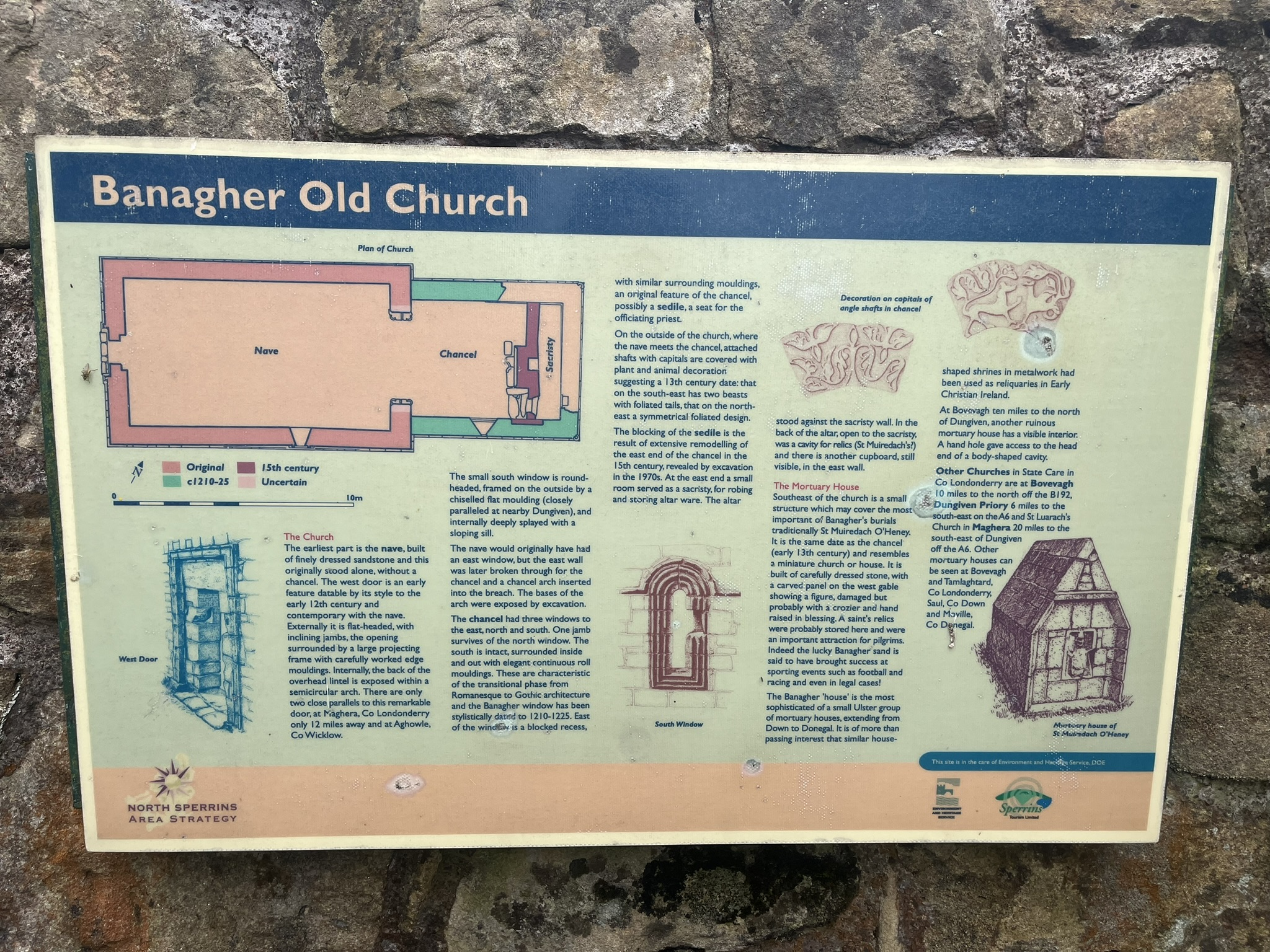
Info Kirche und Mortuary House

## Mortuary House/Tomb Shrine
In der Provinz Ulster gibt es drei einigermaßen erhaltene Leichenhäuser wie das von Saul oder das von Bovevagh. Es wird angenommen, dass sie Reliquien beherbergten, in Banagher die des Kirchengründers St. Muiredagh O’Heney (oder Oheney).
Der 3,25 Meter lange Bau hat ein steiles Satteldach, das auf 1,06 Meter hohen Wänden sitzt. Am westlichen Ende befindet sich eine Tafel mit der Schnitzerei einer kirchlichen Gestalt, möglicherweise des Stifters.
In der Nähe liegen die Steinkreise und Steinreihen von Aughlish und stehen zwei steinerne Grenzkreuze.